# Voiutîn, Luțk
Voiutîn (în ucraineană Воютин) este localitatea de reședință a comunei Voiutîn din raionul Luțk, regiunea Volînia, Ucraina.

## Demografie
Componența lingvistică a localității Voiutîn
     Ucraineană (98,4%)
     Rusă (1,2%)
     Alte limbi (0,27%)
Conform recensământului din 2001, majoritatea populației localității Voiutîn era vorbitoare de ucraineană (98,4%), existând în minoritate și vorbitori de rusă (1,2%).